# Premierminister (Kanada)
Der Premierminister von Kanada (engl. Prime Minister of Canada, frz. Premier ministre du Canada) ist der führende Minister der Krone (Minister of the Crown, Ministre de la Couronne), Vorsitzender des Kabinetts und somit Regierungschef Kanadas. Das Amt ist in keinem der Dokumente festgelegt, aus denen sich der geschriebene Teil der kanadischen Verfassung zusammensetzt. Formal liegt die Exekutivgewalt beim kanadischen Monarchen, der durch den Generalgouverneur vertreten wird. Vielmehr ist das Amt des Premierministers Teil des Gewohnheitsrechts.
Fast immer ist der Premierminister der Vorsitzende jener politischen Partei, die im Unterhaus die meisten Sitze hält. Er erhält bei Amtsantritt den Prädikatstitel The Right Honourable (frz. Le Très Honorable) und behält diesen ein Leben lang. Aktueller Amtsinhaber ist Mark Carney von der Liberalen Partei, der am 14. März 2025 durch Generalgouverneurin Mary Simon zum 24. Premierminister ernannt wurde.

## Voraussetzungen und Wahl
Im Namen des Monarchen wird der Premierminister zusammen mit den anderen Ministern des Kabinetts durch den Generalgouverneur ernannt. Gemäß dem verfassungsmäßigen Gewohnheitsrecht ist der Generalgouverneur jedoch der politischen Stabilität verpflichtet und wird fast immer den Vorsitzenden jener Partei, die im Unterhaus am stärksten vertreten ist, mit der Bildung einer Regierung beauftragen.
Premierminister kann jeder kanadische Staatsbürger werden, der mindestens 18 Jahre alt und somit wahlberechtigt ist. Mittlerweile gilt es als Voraussetzung, dass der Premierminister auch Abgeordneter des Unterhauses sein muss. Ausnahmen waren John Abbott und Mackenzie Bowell, die zum Zeitpunkt ihrer Ernennung dem Senat angehörten. Beide waren Vorsitzende der Regierungsfraktion im Senat und folgten auf Premierminister, die in den 1890er Jahren im Amt verstarben – seither hat sich das Gewohnheitsrecht so entwickelt, dass in einem solchen Fall ein Übergangsregierungschef ernannt wird. William Lyon Mackenzie King verlor bei den Unterhauswahlen 1945 seinen Sitz, obwohl seine Partei die Mehrheit errang; er konnte nicht an den Unterhaussitzungen teilnehmen, erhielt aber knapp zwei Monate später in einer Nachwahl wieder einen Sitz.
Sollte ein amtierender Premierminister abgewählt werden, dann wird üblicherweise ein unerfahrenes Parlamentsmitglied in einem „sicheren“ Wahlkreis zurücktreten und dadurch eine Nachwahl ermöglichen, so dass der Premierminister wiedergewählt werden kann. Bestimmt allerdings die Regierungspartei kurz vor den Wahlen einen neuen Vorsitzenden, der kein Abgeordneter ist, wird dieser bis zu den allgemeinen Wahlen warten und keine Nachwahl erzwingen. Beispielsweise war John Turner im Jahr 1984 während kurzer Zeit Premierminister, ohne dem Unterhaus anzugehören. Er gewann zwar anschließend in seinem Wahlkreis, doch seine Partei verlor die Mehrheit.
In früheren Jahren war es Tradition, dass der Monarch jeden neuen kanadischen Premierminister zum Ritter schlägt. Aus diesem Grund trugen mehrere das Präfix Sir vor ihrem Namen. Von den ersten acht Premierministern lehnte nur Alexander Mackenzie die Ritterwürde ab. Zunehmend kamen jedoch Zweifel auf, ob Adelstitel in einer demokratischen Gesellschaft gerechtfertigt seien. Seit der Verabschiedung der Nickle-Resolution im Jahr 1919, die jedoch rechtlich nicht bindend ist, wurde kein Ritterschlag mehr vorgenommen.

## Mandat

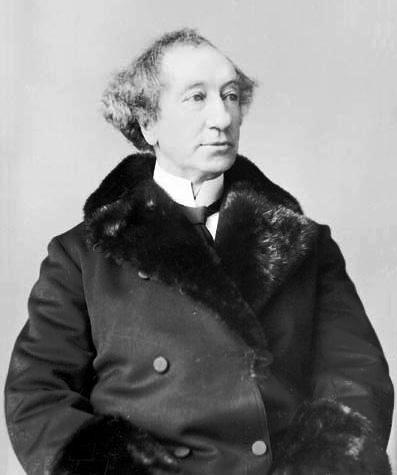
John Macdonald war der erste Premierminister (1867–1873, 1878–1891)

Ein Premierminister wird nicht für eine feste Amtszeit ernannt. Die kanadische Verfassung beschränkt die Dauer einer Legislaturperiode, so dass spätestens nach fünf Jahren Unterhauswahlen in jedem einzelnen Wahlkreis erfolgen müssen. Das Zeitlimit darf nur im Falle eines Krieges oder eines Aufstands überschritten werden. Üblicherweise bittet der Premierminister den Generalgouverneur nach vier Jahren um die Ansetzung von Neuwahlen. Ein im Jahr 2007 verabschiedeter Verfassungszusatz schränkt die Möglichkeiten des Premierministers ein, das Parlament nach seinen Vorstellungen aufzulösen. Ab 2009 müssen die Unterhauswahlen alle vier Jahre am dritten Montag im Oktober stattfinden. Ausnahmen gelten nur bei Kriegen und Aufständen oder wenn die Regierung ein Misstrauensvotum verliert.
Ansonsten kann der Generalgouverneur gemäß Gewohnheitsrecht die Bitte um Auflösung des Parlaments nicht verweigern, von sich aus Neuwahlen ansetzen oder die Kabinettsmitglieder ohne ausdrücklichen Rücktrittswunsch entlassen. Allerdings kann er entgegen den Wünschen des Premierministers handeln, wenn dieser im Begriff ist, gegen die Verfassung zu verstoßen. Nur einmal, im Jahr 1926, verweigerte der Generalgouverneur den Wunsch nach Neuwahlen.
Im Allgemeinen ist eine Mehrheitsregierung während drei bis fünf Jahren im Amt, bis Neuwahlen ausgerufen werden. Eine Minderheitsregierung ruft Neuwahlen bei der ersten Möglichkeit aus, bei der die Erringung einer Mehrheit der Sitze wahrscheinlich ist. Ein amtierender Premierminister muss nur dann zwingend zurücktreten, wenn eine Oppositionspartei die absolute Mehrheit der Sitze erringt. Gewinnt die Regierungspartei eine relative Mehrheit, bleibt die Regierung normalerweise im Amt.

## Einfluss und Autorität

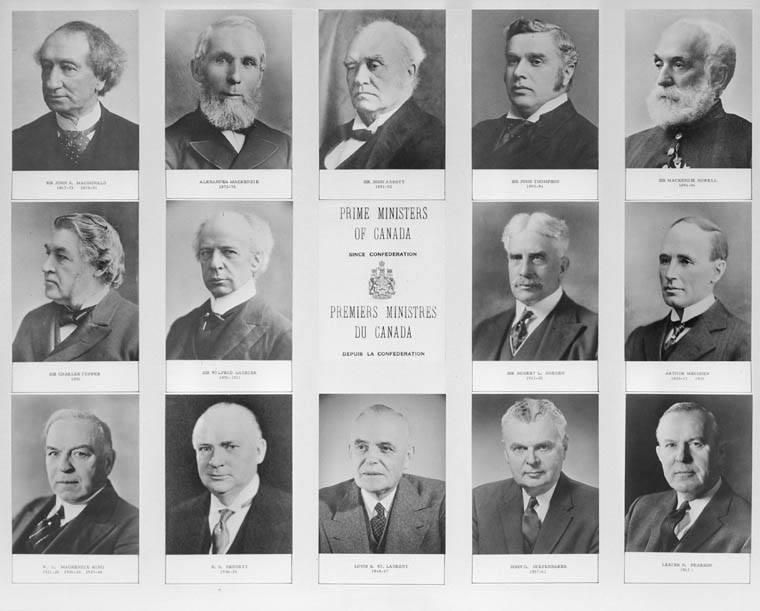
Premierminister von 1867 bis 1963

Der Premierminister spielt eine bedeutende Rolle in den meisten Gesetzgebungsverfahren, die das kanadische Parlament durchlaufen. Die Mehrzahl der neuen Gesetze geht vom Kabinett aus, dessen Mitglieder vom Premierminister ausgewählt und vom Generalgouverneur eingesetzt werden. Das Kabinett muss zwar alle Entscheidungen „einstimmig“ treffen, ob diese Einstimmigkeit aber tatsächlich erreicht wurde, liegt allein im Ermessen des Premierministers.
Da der Monarch bzw. der Generalgouverneur praktisch immer den Anweisungen des Premierministers folgt, besitzt dieser de facto die Kontrolle über die Ernennung folgender Positionen: Alle Mitglieder des Kabinetts, vakante Sitze im Obersten Gerichtshof, vakante Sitze im Senat, alle Vorsitzenden der Staatsbetriebe (die der Premierminister jederzeit ersetzen kann), alle führenden Funktionsträger in Behörden, alle Botschafter, den Generalgouverneur selbst, die Vizegouverneure der zehn Provinzen und die Kommissare der drei Territorien sowie Führungspositionen in den kanadischen Streitkräften.
Die Macht des Premierministers wird auf verschiedene Weise eingeschränkt. Wenn das Kabinett oder die Delegiertenversammlung der Regierungspartei gegen den Regierungschef rebelliert, tritt dieser in der Regel rasch zurück. Sogar die Androhung, eine Delegiertenversammlung einzuberufen, kann zum raschen Rücktritt führen, wie das Beispiel von Jean Chrétien im Jahr 2003 zeigt. Eine weitere Einschränkung bildet der Senat, der Gesetzgebungsverfahren verzögern und behindern kann. Da Kanada ein Bundesstaat ist, ist der Einfluss der Bundesregierung auf die föderale Ebene beschränkt. Da aber Handlungen der Bundesregierung und der Provinzregierungen oft ineinander greifen, kann die Macht des Premierministers durch den geeinten Widerstand der Provinzregierungen drastisch verringert werden.

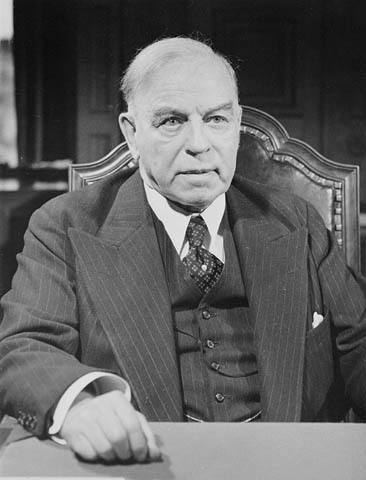
Die längste Amtszeit hatte William Lyon Mackenzie King (1921–1930, 1935–1948)

Da die Exekutivgewalt beim Monarchen liegt und formal durch den Generalgouverneur ausgeübt wird, haben beide die Macht, sich dem Willen des Premierministers zu widersetzen. Senator und Verfassungsexperte Eugene Forsey stellte fest, ein Generalgouverneur müsse „alle notwendigen Schritte unternehmen, um den Willen eines rücksichtslosen Premierministers zu vereiteln“. Der letzte Generalgouverneur, der diese Macht ausübte, war Lord Byng im Zuge der King-Byng-Affäre von 1926.

## Residenz
Die offizielle Residenz des Premierministers ist 24 Sussex Drive in der Hauptstadt Ottawa. Seit Louis Saint-Laurent 1951 lebte jeder Premierminister dort, mit Ausnahme von Kim Campbell. Der Premierminister besitzt auch einen Landsitz als Zweitresidenz, Harrington Lake bei Gatineau.

## Liste der Amtsinhaber
- Liste der Premierminister von Kanada